# Hoffmannshof
Der Hoffmannshof (auch auf dem Hof sowie nach den jeweiligen Besitzern auch Gut zur Mühlen, Kronenhof und Borgardshof) war ein mittelalterlicher Herrensitz im heutigen Duisburger Stadtteil Obermarxloh, Stadtbezirk Hamborn.

## Lage
Der Hof lag nördlich des Beeckbachs, nordöstlich von der Abtei Hamborn an der Ecke der heutigen Duisburger Straße und Kampstraße, dort wo heute das Clauberg-Gymnasium steht.

## Geschichte
Bis 1817 hieß das Gut nur auf dem Hof, was allgemein als Indiz für ein sehr hohes Alter angesehen wird, da der Hof offensichtlich damals der einzige Hof der Gegend war. Eine Flurkarte von 1734 lässt vermuten, dass der Hof früher die Form einer Wasserburg hatte. Die Karte zeigt eine kreisrunde, von Wasser umgebene Fläche mit einem Haus. Die Wehranlage wurde durch Grabungen in den Jahren 1969 und 1970 nachgewiesen. Es wurden Fundamente einer frühmittelalterlichen Burganlage mit Doppelgraben gefunden; ferner Scherben aus dem 8. und 9. Jahrhundert.
Zur Zeit der Gründung des Stifts Hamborn saßen auf diesem Festen Haus die Ritter von Mühlen (milites de Mulne, 1258 und 1292). Diese hatten das Gut von den Herren von Hochstaden-Wickrath zum Lehen. Um 1300 übernahmen die Grafen von Kleve die Lehnshoheit. 1330 verkaufte der Lehnsträger Konstantin Crone-Hiesfeld aus dem Adelsgeschlecht der Herren von Hiesfeld den Hof an das Stift Hamborn. Nach dem Verkäufer wurde der Hof nun bis 1616 Cronenhof (parallel auch auf dem Hof) genannt. Die Hofbesitzer erhielten den Namen Hoffmann, latinisiert Hovius (Nachkommen Hofius, Hovis, Hovious). 
Als 1817 Hermann Borgards aus Fahrn (Duisburg-Walsum) in die Besitzerfamilie einheiratete, führte er zunächst den Namen Borgards gen. Hoffmann. Für den Hof bürgerte sich der Name Borgardshof ein, später Scherrershof. 1852 erhielt der Hof noch einmal neue Gebäude. 1967 wurde als letztes das Wohnhaus abgerissen, um Platz für das Clauberg-Gymnasium zu machen.